# 振り駒
振り駒（ふりごま）とは、将棋を指す際の先後（先手・後手）をランダムに決定する正式な方法で、盤上の歩兵を5枚取って振り混ぜて放る動作のこと。

## 振り駒のしかた
まず両対局者が盤上に初期配置で駒を並べる。先手・後手の決まっていない対局の先後の決定は、記録係が原則として、上座の対局者の歩を5枚振って決める。記録係は、振り駒の前に両対局者に確認してから振り駒をする。振り駒の結果、「歩」が多く出たら上座の先手、「と金」が多く出たら下座の先手とする。
記録係がいない場合はいずれか一方の対局者(一般的に上座、上位、目上など)が自分の側の歩兵を5枚取って手のひらの中でよく振り混ぜ、盤上か近くの床やテーブルに軽く落とす。
- 表（「歩」と書かれた面が上）の枚数が多いときは振った側が先手
- 裏（「と」と書かれた面が上）の枚数が多いときは振った側が後手

となる。
振った駒が重なったり、立った場合は、その駒を数えず残り駒で決定する。その際、「歩」と「と金」の枚数に差さえつけばそれによって決定するルールと、「歩」と「と金」のどちらかが3枚以上出て初めてそれによって決定することができるルールがある。「歩」と「と金」が同数になった場合や、後者のルールの場合に「歩」と「と金」のどちらも2枚以下しか出なかった場合は、再度振り駒をする。
参考までに、駒が重なった場合、重なった上下の駒をすべて数えないという考え方と、重なった上の駒は数えないが重ねられた下の駒は数えるという考え方の2つの考え方が存在するため、アマチュア将棋大会などで稀に対局者同士が混乱する場面が見られる。また、盤上で振った駒が振り駒以外の駒に重なった場合は通常通り数えてよいとする見解が多い。大会などに参加する場合はルール説明時などに確認しておくとよい。
また、日本将棋連盟の対局規定には駒が重なった場合の規定があるが、具体的にどの駒を数えないか詳細は記載されていない。
「表（歩）の枚数が多い場合に駒を振った側が先手となること」を略して振り歩先（ふりふせん）という。実際の対局では、駒を並べる前に振り駒をしたり、3枚か1枚の歩兵で代用したりすることも多い。一般的に年下が行う傾向にあるが、上位者（年齢や実力、地位など）が行うのが正式な作法である。また、素人の非公式の対局では、振り駒を採用せず、じゃんけんで勝った方が先手・後手を選べる権利を持つ（もしくは、勝った方が必然的に先手）方法もある。

## プロ将棋での振り駒
プロ将棋の棋戦であらかじめ先後の決まっていない対局においては、対局者の代わりに記録係が振り駒を行う。タイトル戦では、対局開催地の市町村長や主催・協賛社の代表が振り駒を行うこともある。将棋電王戦のように、振り駒自体を（棋戦の概要発表と合わせて）一つのイベントとするケースもあった。第3期から第5期までの叡王戦七番勝負では、対局者が持ち時間を選ぶという規定のため、事前に振り駒が行われた。
記録係は盤上に並べられた上座側の歩兵を5枚取って、上座側の対局者の振り歩先であることを宣言（確認）する。そして両手の中で歩兵を激しく振り混ぜて、盤の近くで畳の上に放り投げる。タイトル戦の振り駒では、畳の上に風呂敷のような布を敷き、その上に駒が落ちるように振ることが多い。ただし、布の外に落ちた駒も数える。表（歩）の枚数が多ければ上座側の対局者が先手、裏（と金）が多ければ下座側の対局者が先手となる。
番勝負における振り駒
タイトル戦などの番勝負では振り駒は第1局と最終局で行われ、第1局での振り駒の結果、以降の日程（最終局を除く）での手番の先後が交互に決定される。つまり、第1局の先手番となった側が第3局以降の奇数番目の対局で先手番となり、第1局の後手番となった側が第2局以降の偶数番目の対局で先手番となる。したがって、途中局では振り駒は行わない。番勝負の勝敗が決まらず最終局が実施される場合には、最終局の手番の先後は当日の振り駒で決定される。

## 振り駒はどちらが出やすいか
振り駒で先後いずれになるかの確率は、ちょうど2分の1ずつであるとして振り駒のルールが採用されているが、「羽生善治が振り駒で先手を得ることが多い」という話題が出たり、瀬川晶司がプロ入り試験の際に5局とも後手番となるなど、振り駒が必ずしも公平でないと思われる事象が発生している。
日本将棋連盟は、2005年7月12日以降の公式戦における振り駒の結果を棋譜の備考欄に記録し統計をとることにしたが、2005年度の結果では統計的に有意な差はないとの結論になった。2005年7月12日～2006年7月11日の1年間の1541局で、歩が多く出た局数は776（50.4％）、と金が多く出た局数は765（49.6％）であった。なお、この振り駒統計については2005年度の棋士総会において真部一男が提案し、理事会が受理したことがきっかけである。

## エピソード
- 記録係の中には、5枚の歩を持つときに1枚ずつ交互に表と裏の関係になるように重ねて持つという徹底振りで神経を使っている者もいる。
- タイトル戦の番勝負では「一局完結方式」により、第1局の振り駒により先後の順序が決定された後に、前の対局内容によって先後の順序が変更されることはない[4]。かつては、千日手局や持将棋局もカウントして交互に先手・後手を指すルール[注釈 7]であった。そのため、後手番で千日手に持ち込んだ場合、「指しなおしで先手番となった一局が、本来より持ち時間が少ない指しなおし局であり、先手番の利を生かし切れていない状況」のままで、その後の先手・後手を配分している状況となってしまう。しかし、それでは後手番で千日手に持ち込んだ場合の、戦術のメリットがなくなるため、森内俊之による指摘・提案[5][6]をきっかけに、2005年度（王座戦のみ2004年度）から、第1局の振り駒によって最終局の1局前までの先後が決定される「一局完結方式」に変更された。
- 振り駒の始まりは、「是安吐血の局（是安吐血の一戦）」とされている。この是安吐血の局とは三世名人初代伊藤宗看と檜垣是安との対局である。
- 第1期電王戦では、ソフトバンクのPepperくん、第3期叡王戦では、デンソーのロボットアーム「電王手一二さん」と「COBOTTA」によって振り駒が行われた[7][注釈 8]。